# K+S
K+S AG, tidigare Kali und Salz AG, är ett tyskt gruvbolag med tyngdpunkten på saltframställning. Företaget är framförallt verksamt i Europa och Sydamerika och har 11 000 anställda. Huvudkontoret ligger i Kassel.